# Рап рок
Рап рок е музикален жанр, който смесва рок музиката и хип-хопа. Поджанр на рап рока е рап метъла, повлиян от метъл и хардкор сцената.

## Развитие
Стилът се развива в началото на 80-те години, когато някои рок групи започват да използват хип-хоп елементи в своите песни. Примери за това са „The Magnificent Seven“ на The Clash и „Year of the Guru“ на Animals. Рап рокът добива популярност с римейка на песента на Аеросмит „Walk this way“ през 1986 г., в който участва рап групата Run–D.M.C.. Рапърът LL Cool J също експериментира, изадавайки хардрок песен.
Групи като Beastie Boys се преоринетират към рап рок звученето и допринасят за развитието на жанра. В началото на 90-те години хип-хоп групи като Public Enemy и Cypress Hill добиват популярност, благодарение на тежкия ритъм на песните си.
През 1993 г. саундтракът на филма Нощна на страшния съд е записан в рап рок/рап метъл стил. В саундтрак албума влизат колаборации между изпълнители като Slayer и Ice-T, Соник Ют и Cypress Hill, Helmet и House of Pain.
С развитието на ню метъла, множество групи се ориентират към тази музика, повлияни от рап рока.
Рапъри като Еминем, Ice-T, Ванила Айс използват семпли от известни рок парчета и част от творчеството им се категоризира като рап рок.

## Рап рок изпълнители
- Котънмаут Кингс[2]
- Сенсър
- Кид Рок
- Сайпръс Хил
- Евърласт[3]
- Бийсти Бойс
- Нойз Ем Си
- 311
- Отряд 13